# ダンプレン
ダンプレン（英: dampuren）は小笠原諸島の郷土料理。洋風すいとんである。ピーマカと同様に家庭料理ではあるが、レストランで提供されることもある。
鶏ダシのスープに小麦粉から作った団子、キャベツや白菜を入れる。タマネギやジャガイモを入れることもある。
語源はダンプリング（dumpling）に由来する。